# Like Phantoms, Forever
Like Phantoms, Forever är en EP av My Chemical Romance.

## Låtlista
1. "Vampires Will Never Hurt You" – 5:28
2. "This Is the Best Day Ever" – 2:14
3. "Jack the Ripper" [Live; ursprungligen av Morrissey] – 4:02

## Förtjänst
- Gerard Way – sång
- Ray Toro – ledgitarr, bakgrundssång
- Frank Iero – rytmgitarr, bakgrundssång
- Mikey Way – basgitarr
- Matt Pelissier – trummor